# Lugo (Italie)
Pour les articles homonymes, voir Lugo.
Lugo (Lug en dialecte romagnol), appelé aussi Lugo di Romagna, est une ville de la province de Ravenne, dans la région d'Émilie-Romagne en Italie.

## Géographie et climat
Lugo est situé à 15 mètres d’altitude, entre les fleuves Santerno et Senio, au nord-ouest de la plaine alluvionnaire qui entoure la province de Ravenne. Le territoire est traversé par une multitude de petits canaux, dont le canal des moulins de Castel Bolognese, qui servent à la bonification des sols d’origine marécageuse de la valle Padusa.
Le climat est celui de toutes les zones internes de la plaine da la Romagne ; tempéré subcontinental avec des hivers froids et humides et des étés chaudes et suffocantes.
La commune est traversée par la route nationale SS253 qui relie Bologne (53 km) à Ravenne (30 km) et par la route provinciale SP7 qui mène à Faenza (17 km). À quelques kilomètres se trouve l’accès à l’autoroute A14 ou à la route nationale SS9 via Emilia. Les grandes villes voisines sont :
- Bologne 53 km,
- Massa Lombarda 5 km
- Ravenne 30 km
- Faenza 17 km
- Imola 33 km
- Forlì 34 km

## Histoire

### Préhistoire
Des fouilles ont permis la mise au jour de villages néolithiques (Ve millénaire av. J.-C.) et des traces de civilisation romaine, particulièrement celles de la centuriation qui s’arrête au site de San Lorenzo qui marquait le début de la valle Padusa.
À partir du IVe au VIe siècle av. J.-C., la zone subit un dépeuplement progressif à cause de la non maintenance des systèmes de drainage, favorisant ainsi l’épanchement des eaux des fleuves qui recouvrirent les terrains assainis par les Romains sous 1,5 mètre d’alluvions. Ce système de centuriations fut rétabli durant le bas Moyen Âge.

### Moyen Âge
Le premier témoignage écrit sur le territoire de Lugo est contenu dans un acte de 782 selon lequel le pape Adrien Ier, en lutte contre l’archidiosèse de Ravenne, sollicitait l’intervention de Charlemagne.
En 1161, Lugo est donné en fief aux comtes de Cunio par l’Empereur Frédéric Barberousse, puis réstitué au pape Innocent III en 1202, année qui marqua le début des fortifications.
En 1278, Lugo, comme toute la Romagne, passa sous la souveraineté papale et le repeuplement repris avec l’assainissement des terres.
Au cours des XIVe et XVe siècles, Lugo passa tour-à-tour aux da Polenta de Ravenne, aux Pepoli de Bologne et aux Visconti de Milan.
En 1437, la Maison d'Este de Ferrare acheta le territoire de Lugo, restaura la forteresse et développa le marché aux bestiaux.
En 1598, à l’extinction de la famille d’Este, le territoire retourna à l’État pontifical et inséré dans la Légation de Ferrare.

### Temps modernes
Le XVIIIe siècle fut une grande période de paix pour la Romagne et la cité de Lugo connu prospérité et richesse du fait de sa position géographique entre les légations de Bologne, Ferrare et Ravenne.
Sous l’influence des marchands nait le Pavaglione, sorte de galerie marchande quadriportique déjà voulue au XVIe siècle par Alphonse II d'Este pour abriter les cavaliers et leur monture, construite avec les pierres de l’ancienne forteresse entre la Rocca et l’église del Carmine, de dimensions importantes (plus de 200 pieds de long sur 40 de large) ; cet imposant édifice fut consacré au traditionnel marché du mercredi, et à la foire biennale.
En 1796, l’armée napoléonienne, lors d’un pillage en règle de la cité, connut une forte rébellion des habitants. Le 7 juillet, la rébellion fut réprimée dans le sang à coups de canon, sous les ordres du général Charles Pierre François Augereau.

### XIXesiècle
1814 : fin de la domination française et, avec la Restauration, Lugo retourne dans la légation apostolique de Ferrare (1816-1850).
En 1831, comme dans toute la Romagne, l’influence révolutionnaire de Giuseppe Mazzini, l’émergence des idées républicaines et la formation des Carbonari, déclenchèrent l’intervention des armées autrichiennes et la déclaration de neutralité de l’État-pontifical par la pape en 1848.
En 1859, la deuxième guerre d'indépendance italienne et l’engagement de nombreux volontaires, sonna la fin de l’administration pontificale sur la Romagne et la proclamation du royaume d'Italie le 17 mars 1861.

### Autres lieux
- habita néolityque – découvert en 1982.
- Parc du Loto – parc naturel avec bassin d’eau avec flore et faune.
- Canal des moulins de Castel Bolognese, Lugo et Fusignano – canal historique de 1389 entre castel Bolognese et Faenza.

## Administration
| Période                                  | Période | Identité         | Étiquette               | Qualité |
| ---------------------------------------- | ------- | ---------------- | ----------------------- | ------- |
|                                          |         | Raffaele Cortesi | Democratici di Sinistra |         |
| Les données manquantes sont à compléter. |         |                  |                         |         |

### Hameaux
Ascensione, Belricetto, Bizzuno, Cà di Lugo, Campanile, Chiesanuova, Ciribella, Giovecca, Passogatto, San Bernardino, San Lorenzo, Santa Maria in Fabriago, San Potito, Villa San Martino, Viola, Voltana, Zagonara

### Communes limitrophes
Alfonsine, Bagnacavallo, Bagnara di Romagna, Conselice, Cotignola, Fusignano, Massa Lombarda, Mordano, Sant'Agata sul Santerno.

### Jumelages
- Agustín Codazzi (municipalité) (Colombie)
- Choisy-le-Roi (France)
- Kulmbach (Allemagne)
- Nervesa della Battaglia (Italie)
- Wexford (Irlande)
- Yoqneam (Israël)
- Budva (Monténégro)

## Démographie

### Évolution de la population
| 1861 | 1901  | 1921  | 1951  | 1961  | 1971  | 1981  | 1991  | 2001  |
| ---- | ----- | ----- | ----- | ----- | ----- | ----- | ----- | ----- |
| -    | 5 910 | 6 842 | 8 158 | 9 532 | 9 349 | 9 141 | 8 513 | 8 518 |

| 2011   | - | - | - | - | - | - | - | - |
| ------ | - | - | - | - | - | - | - | - |
| 10 700 | - | - | - | - | - | - | - | - |

### Ethnies et minorités étrangères
Selon les données de l’Institut national de statistique (ISTAT) au 1er janvier 2011, la population étrangère résidente était de 3471 personnes.
Les nationalités majoritairement représentatives étaient :
| Pos. | Pays      | Population |
| ---- | --------- | ---------- |
| 1    | Roumanie  | 854        |
| 2    | Maroc     | 799        |
| 3    | Albanie   | 371        |
| 4    | Pologne   | 204        |
| 5    | Tunisie   | 175        |
| 6    | Ukraine   | 133        |
| 7    | Macédoine | 129        |
| 8    | Chine     | 121        |
| 9    | Moldavie  | 103        |
| 10   | Sénégal   | 76         |

## Économie
L'économie de la ville repose notamment sur l'agriculture avec les exploitations fruitières et céréalières.

## Culture et patrimoine

### Monuments historiques

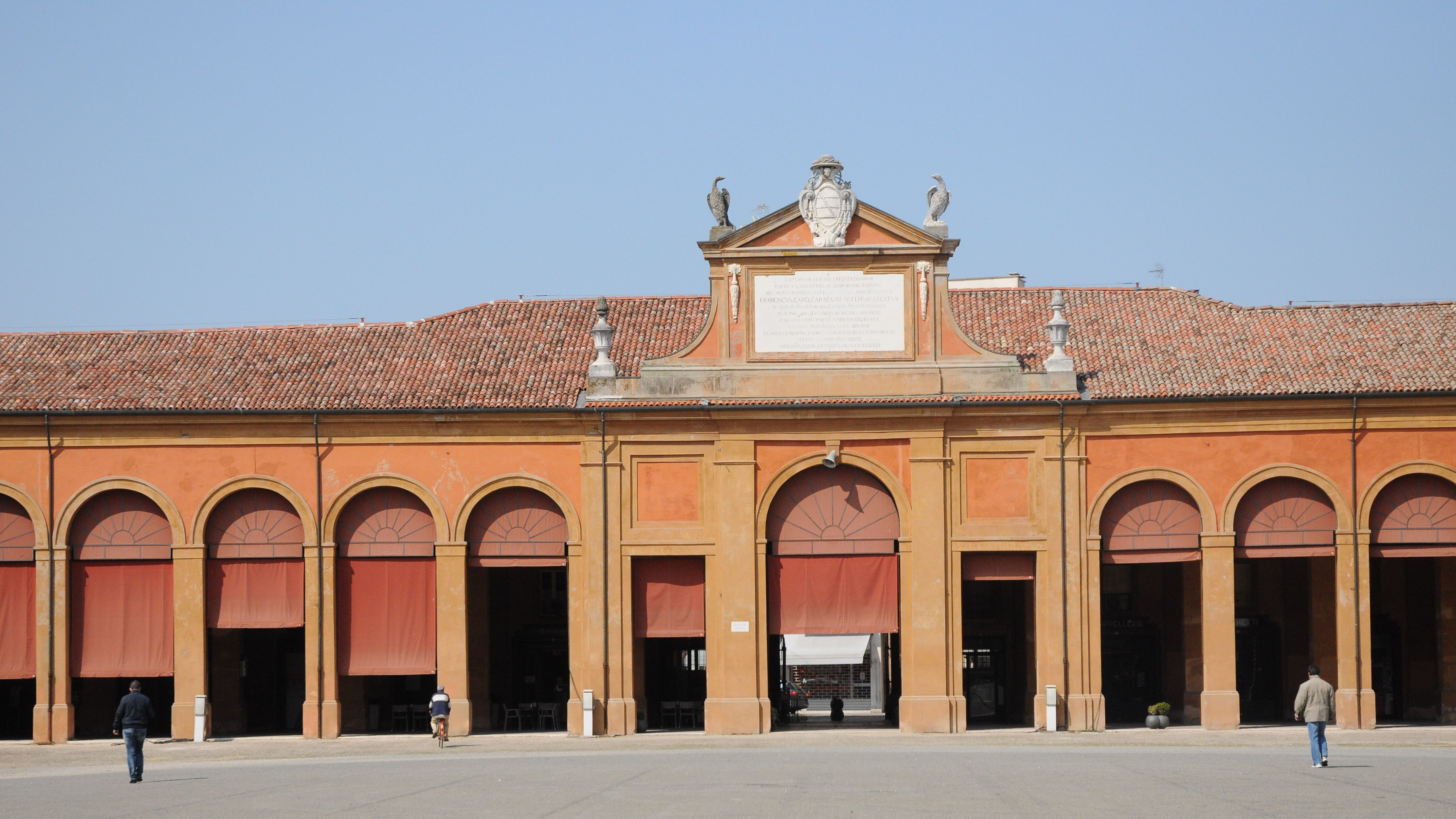
Le Pavaglione.

- Rocca Estense, le monument le plus caractéristique de Lugo, fortification du Moyen Âge qui héberge les services administratifs communaux.
- Porta San Bartolomeo, la porte médiévale.
- Le théâtre Rossini, construit de 1757 à 1761.
- Le Pavaglione, un quadriportique d’environ 100 mètres de côté, construit en plusieurs phases depuis 1570 et terminé en 1781, destiné au commerce.
- La Villa Malerbi, la résidence de campagne au début du XIXe siècle de la famille des frères Malerbi (célèbres musiciens).
- Le Monument à Francesco Baracca, datant de 1936 et dédié aux héros de la Première Guerre mondiale.
- Casa-Museo Gioacchino Rossini, lieu exposition d’art figuratif.
- Cimetière juif, inauguré en 1877 pour l’importante communauté juive installée à Lugo depuis le XVIe siècle.

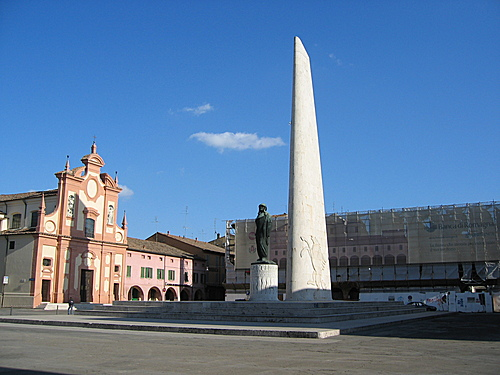
Piazza Baracca.
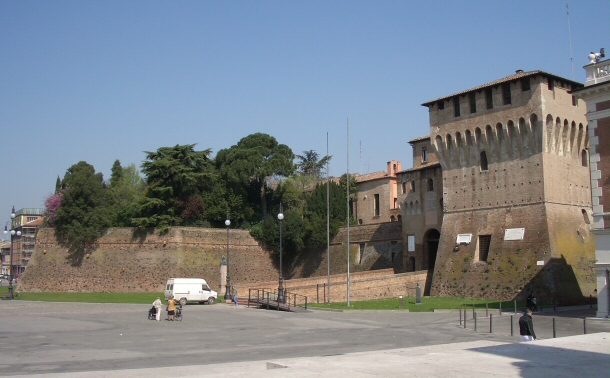
La Rocca estense.

### Églises
- Oratoire de Croce Coperta, un des plus antiques lieux de culte de Lugo.
- Église Carmine (1480)
- Église de la Collegiata
- Église Santa Maria delle Grazie construite en 1612.
- Église San Giacomo Maggiore
- Église San Francesco da Paola'
- Ex-oratoire Sant'Onofrio (1679), déconsacré, qui héberge une galerie d’art
- Église du Suffragio (1730).

### Institutions culturelles
- Bibliothèque Trisi, regroupant environ 170 000 volumes.
- Le musée Francesco Baracca, consacré à l’aviation, dans la maison natale de l’aviateur Francesco Baracca, as italien de la Première Guerre mondiale.
- Cinéma-théâtre San Rocco.

### Fêtes et évènements
- Fête du copatron, saint François de Paule, le troisième dimanche après Pâques.
- Contesa estense, palio, le second dimanche de mai.
- Fête du saint patron, le 15 mai.
- Foire biennale de l’artisanat, de l’agriculture et de l’industrie, en septembre.
- Rombi di passione manifestation motocycliste fin de semaine de septembre et début d’octobre.

### Lugo dans la culture
Le roman de Francesca Melandri, Tous, sauf moi (2017), se déroule en partie à Lugo di Romagna, durant la première partie du XXe siècle et la période fasciste.

## Personnalités liées à Lugo
- Alberico da Barbiano (1349 - 1409),
- Giovanni da Barbiano (… - 1399),
- Lodovico da Barbiano (… - 1423),
- Manfredo da Barbiano (… - 1430),
- Alberico II da Barbiano (… - 1440),
- Francesco Bertazzoli (1754-1830), cardinal.
- Agostino Codazzi (1793-1859), militaire, explorateur, géographe et cartographe.
- Cesare Donati (1826-1913), écrivain et journaliste.
- Alberto Acquacalda (1898-1921), victime du fascisme.
- Gian Vittorio Baldi, réalisateur.
- Attilio Pratella (1856-1949) peintre.
- Francesco Balilla Pratella (1880-1955), musicien compositeur.
- Francesco Baracca, aviateur.
- Eugenio Bernardi, ingénieur et constructeur.
- Gregorio Ricci-Curbastro (1853-1925), mathématicien.
- Charles Ponzi (1882-1949), inventeur de la chaîne de Ponzi (utilisée dans le scandale lié à Bernard Madoff).
- Dino Staffa (1906-1977), cardinal.
- Fabio Taglioni (1920-2001), ingénieur, projet de la Ducati.
- Italo Zingarelli (1930-2000), producteur et réalisateur, créateur du couple Bud Spencer et Terence Hill.